# La cova maleïda
La cova maleïda (títol original: The Cave) és una pel·lícula estatunidenco-alemanya dirigida per Bruce Hunt, estrenada l'any 2005. Ha estat doblada al català.

## Argument
En un bosc romanès, un equip de científics que explora les ruïnes d'una abadia que data del segle xiii descobreix un sistema de cavernes subterrànies d'una extensió gegantina.
Els biòlegs pensen que aquesta caverna podria ser « la casa » d'un ecosistema desconegut. Fan venir un grup de submarinistes americans per ajudar-los a explorar aquestes profunditats: Jack i el seu germà Tyler, exploradors professionals que dirigeixen un dels millors equips del món.
Arriben a Romania amb el seu equipament últim crit que compren un nou tipus de dipòsit d'escafandre que permet submergir-se fins a 24 hores. El grup comença immediatament la seva exploració. Però el que troben a l'interior no és simplement un nou entorn subterrani sinó també una cadena alimentària desconeguda que comporta una espècie molt perillosa a la seva cimera.

## Repartiment
- Cole Hauser: Jack McAllister
- Morris Chestnut: Top Buchanan
- Eddie Cibrian: Tyler McAllister
- Lena Headey: Dra. Kathryn Jennings
- Rick Ravanello: Briggs
- Daniel Dae Kim: Alex Kim
- Piper Perabo: Charlie
- Marcel Iures: Dr Nicolai
- Kieran Darcy-Smith: Strode
- Vlad Radescu: Dr Bacovia
- Simon Kunz: Mike, un espeleòleg
- David Kennedy: Ian, un espeleòleg
- Alin Panc: Razvan, un espeleòleg
- Zoltan Butuc: Corvin, un espeleòleg
- Brian Steele: intèrpret de la criatura

## Al voltant de la pel·lícula
- La història explicada al film està lliurement inspirada d'un fet científic autèntic: el descobriment l'any 1986, a Romania, d'una gruta sorprenent per l'espeleòleg romanès Cristian Lascu. Aquesta gruta, la gruta de Movile, havia quedat aïllada del món exterior durant prop de 500.000 anys i havia conservat una fauna i una flora la majoria de la qual era desconeguda a la Terra. Aquesta fauna i aquesta flora viuen a una atmosfera tòxica amb base de sofre. Cristian Lascu va set contractat com a assessor pel rodatge del film
- La Cripta és el primer llargmetratge de Bruce Hunt, que abans havia treballat en espots publicitaris i d'ajudant del rodatge de la trilogia Matrix.
- Gary Lucchesi, coproductor del film, va declarar que: « El guió m'ha fet pensar en Alien. L'he trobat sofisticat, horroritzant, però també creïble.
- El rodatge va tenit lloc a les grutes de la península del Yucatán a Mèxic, així com a Romania (Bucarest, Zărnești i a Transsilvània).
- La cançó Nemo ha estat composta per Tuomas Holopainen i interpretada per Nightwish.
- Les vistes 3D i plans informàtics que es veuen al film estan inspirats en programaris reals de cartografia espeleologica

## Crítica
- **"Cada vegada és més difícil espantar en una pantalla avui dia, però fins i tot encara que 'The Cave' no és exactament aterridora, és entretinguda i té bona factura"[3]
- ** "Diu un dels protagonistes explorant les profunditats de la cova: 'Aquí hi ha alguna cosa que no està bé'. No ho podríem haver dit nosaltres millor. (...) El guió és escàs, els diàlegs manquen de matisos i les actuacions són sovint risibles. (...) Puntuació: ★½ (sobre 4)."[4]